# Jarosław Stodulski
Jarosław Zdzisław Stodulski ps. Kruk, Sławek (ur. 4 stycznia 1927 w Rędzinach, zm. 21 marca 2011 w Bielawie) – profesor nauk medycznych, kardiochirurg dziecięcy, twórca Kliniki Kardiochirurgii Centrum Zdrowia Dziecka, instruktor harcerski w stopniu podharcmistrza. 

## Życiorys
Syn Stefana i Stanisławy z Barańskich. Harcerz 22 Warszawskiej Drużyny Harcerskiej, w Szarych Szeregach był drużynowym i p.o. hufcowym w hufcu Grochów Bojowych Szkół. Kapral podchorąży, był dowódcą drużyny łączności w harcerskim plutonie 605A III Rejonu VI Obwodu AK Praga. W powstaniu warszawskim jako 17-latek uczestniczył w organizowaniu szlaku przerzutu między Pragą i walczącym Mokotowem, dwukrotnie przepływając Wisłę. 
W latach 1945–1946 przyboczny hufcowego (zastępca komendanta) Hufca Harcerzy Praga.
Absolwent XIX Liceum Ogólnokształcącego im. Powstańców Warszawy w Warszawie. W 1951 ukończył Akademię Medyczną w Warszawie i rozpoczął pracę w nowej Klinice Chirurgii Dziecięcej przy ul. Litewskiej. Doktoryzował się w 1961 na Wydziale Lekarskim, a habilitację uzyskał w Wojskowej Akademii Medycznej w Warszawie w 1973. W 1990 otrzymał tytuł profesora.
Jako pierwszy w Polsce kardiochirurg zastosował tzw. głęboką hipotermię w leczeniu okienka aortalno-płucnego, był też pionierem w leczeniu wady wrodzonej serca pod postacią przełożenia wielkich naczyń. 
Stworzył od podstaw Klinikę Kardiochirurgii Dziecięcej w Centrum Zdrowia Dziecka, którą kierował w latach 1978–1997. W okresie 1996–1998 rokiem był przewodniczącym Rady Naukowej Instytutu IPCZD. Członek założyciel Klubu Kardiochirurgów Polskich.
Był autorem ponad 100 prac naukowych. Odznaczony wieloma nagrodami i odznaczeniami, m.in. Nagrodą Ministra Zdrowia, Złotym Krzyżem Zasługi, Krzyżem Kawalerskim Orderu Odrodzenia Polski, Krzyżem Oficerskim Orderu Odrodzenia Polski, Krzyżem Walecznych i Warszawskim Krzyżem Powstańczym. 
Pochowany na Cmentarzu Wojskowym na Powązkach (kwatera D 29, rząd tuje, grób 4).